# Only The Ring Finger Knows
Only The Ring Finger Knows är en yaoiserie utgiven i bokformat. Serien är tecknad av Hotaru Odagiri och skriven av Satoru Kannagi. Titeln kommer från ett system för att signalera sin status med ringar på olika fingrar på den skola där seriens huvudperson Wataru Fujii går.